# 秃发吐若留
秃发吐若留（?—?），南凉宗室，河西鲜卑秃发推斤的侄子，秃发思复鞬的弟弟，是南凉国王秃发乌孤、秃发利鹿孤、秃发傉檀的堂叔。
399年，南凉武威王秃发乌孤把都城迁到乐都，派他弟弟西平公秃发利鹿孤镇守安夷，广武公秃发傉檀镇守西平，叔叔秃发素渥镇守湟河，叔叔秃发若留镇守浇河。秃发吐若留镇守浩亹，秃发吐若留的儿子秃发替引镇守洪池岭以南，秃发洛回镇守廉川。